# А. К. Рід
А. К. Рід (англ. A.C. Reed), справжнє ім'я Аа́рон Ко́ртен (англ. Aaron Corthen; 8 травня 1926, Ворделл, Міссурі — 25 лютого 2004, Чикаго, Іллінойс) — американський блюзовий саксофоніст.

## Біографія
Народився 8 травня 1926 року у Ворделлі, штат Міссурі. Син Лемона Кортена і Дейзі Л. Віттакер. З дитинства захоплювався музикою. 1942 року переїхав до Чикаго у 16 років. Відразу знайшов роботу на металургійному комбінаті й придбав свій перший саксофон в ломбарді на першу зарплату.
Спочатку цікавився джазовими біг-бендами. Навчався у Чиказькій музичній консерваторії декілька років, де намагався наслідувати свого кумира, саксофоніста Джина Еммонса. Продовжив працювати на комбінаті вдень, а на вихідних виступав з блюзовими гуртами. У цей період познайомився з тенор-саксофоністом Дж. Т. Брауном, який грав в гурті Елмора Джеймса; Браун навчив Ріда особливостей гри в блюзовій манері.
Після завершення Другої світової війни виступав з блюзовим гітаристом Ерлом Гукером. 1948 року приєднався до гурту Віллі Мейбона. 1956 року приєднався до гурту колишнього басиста Айка Тернера Денніса «Біг Мен» Байндера, з яким гастролював на Південному Сході. На початку 1960-х повернувся до Чикаго і знову об'єднався з Гукером, з яким записав багато сесій на лейблах продюсера Мел Лондона Chief і Age; у 1961 році записав на Age «This Little Voice», яка стала місцевим хітом. Потім на Age вийшли «Come on Home», «Mean Cop» і «I Stay Mad». Записувався на лейблі King (1961) і працював з Віллі Евансом. У 1960-х записувався як вокаліст на невеликих чиказьких лейблах Nike («Talkin' 'Bout My Friends»), Cool («My Baby Is Fine»), USA («I'd Rather Fight Than Switch»), і T.D.S. («Things I Want You to Do»), а також працював як сесійний музикант з Гукером, Мадді Вотерсом, Рікі Алленом та Лілліан Оффітт.
У 1967 році приєднався до гурту Бадді Гая. 1970 року гурт гастролював з The Rolling Stones, у яких грав на розігріві. 1972 року переїхав до Лас-Вегаса, штат Невада. 1977 року ненадовго приєднався до гурту Сона Сілса; потім у 1978 році став працювати з Альбертом Коллінсом (взяв участь у п'яти LP Коллінса на Alligator, зокрема на Ice Pickin'), з яким гастролював і записувався упродовж наступних п'яти років. Завдяки Коллінсу здобув міжнародне визнання. Це, а також вихід альбом Living Chicago Blues, Vol. 3 у 1980 році, на якому Рід грає на чотирьох композиціях, дозволили йому розпочати сольну кар'єру. 1982 року записав свій дебютний, як соліста, альбом Take These Blues and Shove 'Em на лейблі Ice Cube (пізніше перевиданий на Rooster Blues). Потім вийшов I'm in the Wrong Business у 1987 році на Alligator за участі запрошених артистів Бонні Рейтт та Стіві Рей Вона. Разом зі своїм гуртом Spark Plugs активно виступав на початку 2000-х.
Помер 25 лютого 2004 року в Чикаго у 77 років від раку.

## Дискографія

### Альбоми
- Living Chicago Blues, Vol. 3 (Alligator, 1980)
- Take These Blues and Shove 'Em (Ice Cube, 1982)
- I Got Money (Blue Phoenix, 1986) з Морісом Военом
- I'm in the Wrong Business (Alligator, 1987)
- Junk Food (Delmark, 1998)

### Сингли
- «This Little Voice»/«Apache War Dance» (Age, 1961) з Ерлом Гукером
- «I'd Rather Fight Than Switch»/«I Got Money to Burn» (USA, 1965)
- «Boogalo-Tramp»/«Talkin 'Bout My Friends» (Nike, 1969)